# Inkhundla Siphofaneni
L'Inkhundla Siphofaneni è uno degli undici tinkhundla del distretto di Lubombo, nell'eSwatini.

## Geografia antropica

### Suddivisioni amministrative
L'Inkhundla è suddiviso nei 9 seguenti imiphakatsi: Hlutse, Kamkhweli, Macetjeni, Madlenya, Maphilingo, Mphumakudze, Nceka, Ngevini, Tambuti.